# Битка при Сините води
Битката при Сините води или Синеводска битка е сражение, което се провежда между 24 септември и 25 декември 1362 г. на река Сини води (сега река Синюха, приток на Южен Буг) между войските на Великия литовски княз Олгерд и татарските владетели в Подолието, близо до крепостта Торговица (сега село в Кировоградска област на Украйна в околностите на Новоархангелск).
Възползвайки се от вътрешните проблеми в Златната орда, причинени от смъртта на хановете Джанибек и Бердибек, княз Олгерд започва военна кампания в татарските земи и печели решителна победа над трите местни нойона на хан Мурад. В резултат на победата по-голямата част от съвременна Украйна (включително слабо населеното Подолие и Северното Черноморие) с Киев, вече под литовско влияние след битката на река Ирпен през 1324 г., попадат под контрола на Великото литовско княжество.

## Предистория
След смъртта на своя хан Бердибек през 1359 г. Златната орда преминава през период на вътрешни междуособици и войни, продължили две десетилетия (1359 – 1381), наречен „Големият смут“ (Великата Замятня). Ордата започва да се разпада на отделни улуси. Възползвайки се от вътрешните вълнения в Ордата, Великият княз на Литва Олгерд организира кампания срещу татарските земи. Той се стреми да консолидира и разшири южните територии на Великото литовско княжество, по-специално да присъедини Киевското княжество. Киев вече е под литовски контрол след битката при река Ирпен в началото на 1320-те години, но все още плаща дан на Ордата.

## Ход на битката
През 1362 или 1363 г. Олгерд тръгва с армия между долен Днепър и Южен Буг. Той първо завзема останалите територии на Черниговското княжество – по-голямата част от княжеството, включително столицата Брянск, попада под контрола на Литва преди това – около 1357 – 1358 г. После литовците нападат Коршев (Коршов), неизвестна крепост, разположена в горното течение на река Бистра Сосна, приток на Дон. Смята се, че по-късно Олгерд завладява територията на бившето Переславско княжество. Районът принадлежи на Кримския улус, който участва в кампания срещу Стари Сарай (Сарай Бату) и не може да организира ефективна съпротива. През есента литовската армия се придвижва на запад и прекосява Днепър към Подолието. Три татарски бея събират армия, за да се противопоставят на нападението. Смята се, че войските са се срещнали край съвременното селище Торховица. По това време то е било известно като Ябгу на тюркски език (приблизителният превод на което е „град на управителя“ или „град на регента“), или Сини води сред източните славяни.
Кратко описание на битката е оцеляло само от по-късния труд на Матей Стрийковски, публикуван през 1582 г. Според Стрийковски Олгерд разделя армията си на шест групи и ги поставя в полукръг. Татарите започват битката, изстрелвайки стрели към литовската армия. Подобни атаки не оказват особен ефект, литовците и русините, въоръжени с копия и мечове, се придвижват напред и пробиват предните линии на татарската армия. Синовете на Кориат с отряди от Новогрудок нападат с арбалети татарските флангове. Татарите не успяват да задържат строя и започват безразборно бягство. Олгерд спечели решителна победа.
Подробно описание на Синеводската битка се съдържа само в хрониката на Матей Стрийковски:
| “ | Ольгерд, заключив на два года соглашение о мире с прусскими и ливонскими крестоносцами, отправился в поход в Дикие поля против татар. С ним отправились также четыре его племянника, сыновья новогрудского князя Кориата, княжичи Александр, Константин, Юрий и Фёдор. И когда они, миновав Канев и Черкассы, дошли до урочища Синие Воды, то увидели в поле большую татарскую орду с тремя царьками, разделённую на три отряда. Один отряд вёл султан Кутлубах, второй возглавлял Качибей-Керей, а третьим командовал султан Димейтер. Ольгерд, увидев, что татары готовы к бою, выстроил своих в шесть изогнутых отрядов, по-разному их по бокам и во главе рассадив, так чтобы татары, как задумали, не могли их окружить в обычных схватках и причинить вред стрелами. Татары с неистовым рвением начали бой, засыпав литву густым железным градом из луков, случились несколько стычек, но нанесли мало потерь из-за правильного её построения и быстрого маневрирования. А литва с русинами вдруг с саблями и копьями нагрянули на них и в рукопашном бою прорвали лобные части и смешали им танцы полукругом, а другие, особенно новогрудцы с Кориатовичами, с самострелов со стрелами нагрянули по бокам и длинными копьями сбрасывали их с сёдел, словно ветер снопы в бурю. Не сумев дольше выдержать лобового натиска литвы, татары начали мешаться и испуганные бежать в обширные поля. На побоище остались убиты три их царька: Кутлубах, Качибей (от имени которого названо Качибейским солёное озеро в Диких полях по дороге как идти в Очаков) и султан Димейтер, и вместе с ними очень много мурз и уланов. Также везде по полям и в реках лежало полно татарских трупов. [„След като Олгерд сключил на две години мирно споразумение с пруските и ливонските кръстоносци, тръгнал на поход в Дивите поля срещу татарите. С него се отправили и четирите му племенници, синовете на новогрудския княз Кориата, княжичите Александър, Константин, Юрий и Фьодор. И когато те, минавайки Канев и Черкаси, дошли до урочището Сините води, те видели в полето голяма татарска орда с трима царе, разделена на три отряда. Единият отряд водил султан Кутлубах, вторият възглявявал Качибей-Керей, а третият командвал султан Димейтер. Олгерд, виждайки, че татарите са готови за бой, строил своите в шест извити отряда, поставил ги по различному отстрани и воглаве, така че татарите, както замисляли, да не могат да ги обградят в обикновени схватки и да им навредят със стрели. Татарите с яростни викове започнали боя, засипвайки литвите с гъст град от желязо от лъковете, имало няколко сблъсъка, но им нанесли малко загуби поради правилното построение и бързо маневриране. А литвите с русините внезапно със саби и копия се нахвърлили на тях и в ръкопашен бой пробили челните части и ги размесили с танците си в полукръг, а други, особено новогрудците с Кориатовичите, с арбалети със стрели се спуснали отстрани и с дълги копия ги хвърляли от седлата им, като снопи на вятъра при буря. Неуспявайки повече да устоят на челната атака на литвите, татарите започнали да се разбъркват и уплашени да бягат в обширните поля. На побоището останали убити тримата им царе: Кутлубах, Качибей (от името на когото е наречено Качибейското солено езеро в Дивите поля по пътя както се отива към Очаков) и султан Димейтер, а с тях и много мурзи и улани. Също така навсякъде по полята и в реките било пълно с татарски трупове.“] | ” |

Въз основа на описанието на Стрийковски, битката при Сините води може да бъде разделена на два етапа. Първият етап е противостоенето между разделената на три Орда, и разположените в полукръг и разделени на шест отряда войски на Олгерд. Опитът на татарите да унищожат войските в центъра е неуспешен. Армията се разделя и пропуска конницата, стреляйки по нея отстрани. На втория етап от битката войските на Олгерд преминават в офанзива. Те се стремят да обкръжат татарите и да ги унищожат. Ордата не издържа на атаката и отстъпва. Битката завършва с преследването на остатъците от ордата от войските на Олгерд.
В битката при Сините води загива Кутлуг Буга, владетелят на Солхат, само Кутлуг бей и Демир бей оцеляват, бягайки от бойното поле. След поражението в битката, Демир бей, според полския летописец от XV век Ян Длугош, преминава Дунав с ордата си и се установява в добруджанската степ. Освен това той (под формата Деметрий: domini Demetrii, principis Tartarorum) се споменава и в грамота от 1368 г. на унгарския крал Лайош I. Това показва, че е възможно ордата му се е намирала в земи под юрисдикцията на Лайош.

## Последици и значение на битката
В резултат на победата Олгерд включва в своята държава, която по това време заема големи територии по двата бряга на Днепър, Киевското княжество, и завладените от татарите в средата на 13 век Подолие и Дивите поля, като по този начин разширява владенията си далеч на юг към Черно море. След превземането на Киев, Великото литовско княжество става пряк съсед и съперник на Великото московско княжество. Олгерд оставя сина си Владимир да управлява в Киев. Подолието е прехвърлено на племенниците на Олгерд, които също участват в битката: Александър, Юрий, Константин и Фьодор – синове на Кориат. Победата на Олгерд и идването на Корятовичите в Подолието укрепват княжество Молдавия.
Въпреки че хановете на Златната орда след това все още нападат тези земи и понякога трябва да им се плаща данък, те губят политическата си власт в тези територии. Допълвайки към своите владения новите земи, Великото литовско княжество става най-голямата държава в Европа по това време.

## Летописни сведения
Оцелели са само няколко летописни известия за битката. Поражението на тримата татарски владетели от армията на княз Олгерд в битката при Сините води се споменава за първи път в летописното сказание „За Подолието“, чието авторство е неизвестно. Според украинския историк Феликс Шабулдо, авторът на сказанието е свързан с най-висшите правителствени и бюрократични кръгове на Великото княжество и създава своето произведение в началото на 30-те години на 15 век, в разгара на конфликта за Подолието между Кралство Полша и Великото литовско княжество. Беларуският историк-източниковед Вячеслав Чемерицки отбелязва, че „Повест за Подолието“ има публицистичен характер, но в същото време нейната информация като цяло отговаря на историческите факти. В сказанието, което не съдържа дати, се съобщава:
| „ | Коли господаремь был на литовьскои земли князь великий Олгирд и, шедь в поле с литовьским воискомь, побиль татар на Синеи воде, трех братовь: князя Хачебея и Кутлубуга и Дмитрия. А тыи трии браты Татарьское земли, отчичи и дедичи Подольскои земли, а отт них заведали атамани и боискаки, приеждючи от тыхь атамоновь, имовали с Подольскои земли дан. [„Когато бил господар на литовската земя князът велик Олгирд и, ходил в полето с литовската войска, победил татарите на Синята вода, тримата братя: князете Хачебей и Кутлубуг и Дмитрий. И тия три братя от Татарските земи, отчичи и дедичи на Подолските земи, а от тях управлявали атамани и боискаци, които идвали от тия атамони, имали от Подолските земи дан.“] | “ |

Рогожкият летописец (древноруска летопис от 15 век), споменава:
Въ лѢто 6871… Того же лѢта Литва взяли Коршевъ и сотворишас[я] мятежи и тягота людемъ по всеи земли. Тое же осени Олгрд Синю воду и БѢлобережїе повоевалъ.
[„В лето 8671 ... Същото лето Литва взе Коршев и сътвори метежи и бреме на людете па цялата земя. Същата есен Олгрд повоюва по Синята вода и Белобережието.“]
Същото, макар и донякъде съкратено, се съдържа в Никоновския летописен сборник от края на 20-те години на 16 век.
В по-късната Густинска летопис се казва:
| “ | В лѢто 6870… В сіє лѢто Ольгерд побѢди трех царков Татарских из ордами их, си єсть, Котлубаха, Качбея, Дмитра; и оттоли от Подоля изгна власть Татарскую. Сей Олгерд и иныя Рускія державы во власть свою пріят, и Кіев под Федором князем взят, и посади в нем Володымера сына своего, и нача над сими владѢти, им же отци его дань даяху. [„В лето 6870 г... В това лето Олгерд победи три царя Татарски от техните орди, те са Котлубах, Качбей, Дмитра; и оттам от Подоля изгна властта Татарска. Този Олгерд и други Руски държави във властта своя прие, и Киев на Федор княз взе и постави в него Володимер сина свой, и започна над тях да владее, техните отци на него дан даваха.“] | ” |

Според по-късната и ненадеждна хроника на Биховец битката се е състояла през 1351 г.

## Историография
Анализирайки присъединяването на Подолието към Великото литовско княжество през втората половина на XIV век, историкът Дмитрий Вашчук отбелязва, че въпреки големия брой проучвания, нито времето на битката, нито нейното място са изяснени, нито дори дали изобщо се е състояла.
Според историка Алексей Брайченко, критиките към съобщението на Мацей Стрийковски, изразени както от поддръжници, така и от противници на надеждността му, се основават на едни и същи източници и не позволяват то да бъде основателно потвърдено или опровергано. Брайченко отбелязва, че остава само да се признае, че посланието на Стрийковски съществува и описаните в него действия на опонентите съответстват на нивото на военното изкуство от онова време.
Първото изследване на битката при Сините води датира от края на 16 век. Полският историк Матей Стрийковски в своето съчинение „За началото, произхода, делата рицарски на славния народ литовски, полски, жмудски, руски ...“ (на полски: О początkach ... sprawach rycerskiego sławnego narodu litewskiego ...), написано през 1577 г. и публикувано 400 години по-късно – през 1978 г. във Варшава, отразява накратко битката и я датира през 1329 г. В труда си „Хроника полска, литовска, жмудска и на цяла Руси“ (на полски: Kronika Polska, Litewska, Żmudzka i wszystkiej Rusi), публикуван през 1582 г. в Кьонигсберг, той обръща повече внимание на битката и я датира през 1331 г.
Времето и мястото на битката са обект на дискусия сред историците от XIX – началото на XX век. Владимир Антонович в своя „Очерк за историята на Великото княжество Литовско до половината на XV век“, публикуван през 1878 г. в Киев, отбелязва: „През 1362 г. Олгерд удържа решителна победа над трима татарски князе: Кутлубуга, Хаджибей и Дмитрий на брега на река Сини Води. Остатъците от разбитата от него Орда отиват отчасти до Крим, отчасти до Добруджа – и Подолието преминава под властта на литовците.“. Антонович е подкрепен от историците на правото Михаил Ясински в неговия труд „Уставни земски грамоти на Литовско-Руската държава“ (Киев, 1889 г.) и Фьодор Леонтович в труда „Очерци по история на литовско-руското право. Образуване на територията на Литовската държава“ (Санкт Петербург, 1894 г.).
Алтернативно мнение относно датата на битката при Сините води изразява Матвей Любавски в трудовете „Областно деление и местно управление на Литовско-Руската държава по време на публикуването на първия Литовски статут“ (1892 г.) и „Очерк за историята на Литовско-Руската държава до Люблинския съюз включително“ (1910 т.). Той посочва, че „Подолието е заето от сина на Кориат Гедиминович, след като през 1363 г. великият княз Олгерд разбил татарските ханове на Синята вода“, на които „местното руско население плащало данък чрез своите атамани “. Михаил Грушевски също датира битката през 1363 г. В четвърти том на „История на Украйна-Рус“ (2-ро издание, 1907 г.) той пише: „Накрая трябва да се задоволим със заключението, че през 1363 г. Олгерд е влязъл в конфликт с татарите, тръгнал на поход към обедната Киевшчина и разгромил там Татарите и че във връзка с това, при всяка правдоподобност, е имало формална окупация на Киевшчина и Подолието.“.
На битката при Сините води са посветени две научни конференции, проведени през 1997 и 1998 г. в Кировоград. През 2005 г., въз основа на материалите от тези конференции, Институтът по история на Украйна към Националната академия на науките публикува сборник със статии „Синеводските проблеми в последните изследвания“ (на украински: Синьоводська проблема у новітніх дослідженнях). Изследователите изразяват различни мнения за това кои са победените татарски князе (особено по отношение на Дмитрий – той е смятан или за руски княз, или за бег от Добруджа). В един генуезки договор се споменава Котлобег, посочен за управител на Солтак в Крим. В друг договор от 1380 г., емир солгатски е наречен Елиас, син на Инах Котлобог. За Кирк-Ер от това време е известно само, че там са управлявали беговете от клана Яшлау (Сулешеви), но имената им са неизвестни.